# Ulaganskij rajon
L'Ulaganskij rajon (in russo Улаганский район?) è un municipal'nyj rajon della Repubblica autonoma dell'Altaj, nella Russia asiatica. Istituito nel 1922, occupa una superficie di 18.367 chilometri quadrati, ha come capoluogo Ulagan e nel 2009 contava una popolazione circa 12.000 abitanti.